# Diócesis de Varsovia-Praga
La diócesis de Varsovia-Praga (en latín: Dioecesis Varsaviensis-Pragensis y en polaco: Diecezja warszawsko-praska) es una circunscripción eclesiástica de la Iglesia católica en Polonia. Se trata de una diócesis latina, sufragánea de la arquidiócesis de Varsovia. Desde el 8 de diciembre de 2017 su obispo es Romuald Kamiński.

## Territorio y organización

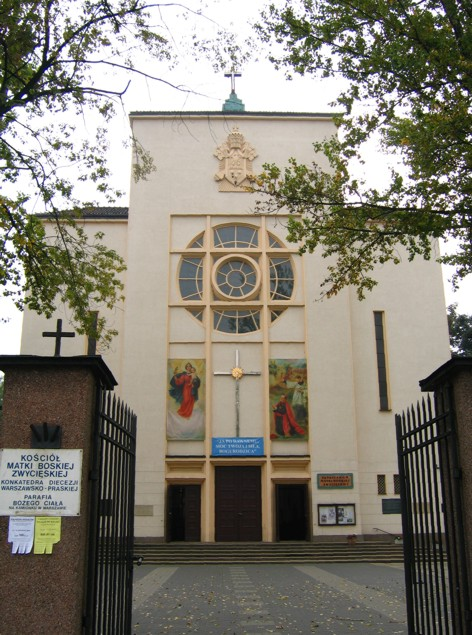
Concatedral de la Madre de Dios, en Varsovia

La diócesis tiene 3300 km² y extiende su jurisdicción sobre los fieles católicos de rito latino residentes en parte de la ciudad de Varsovia situada al este del río Vístula en el voivodato de Masovia.

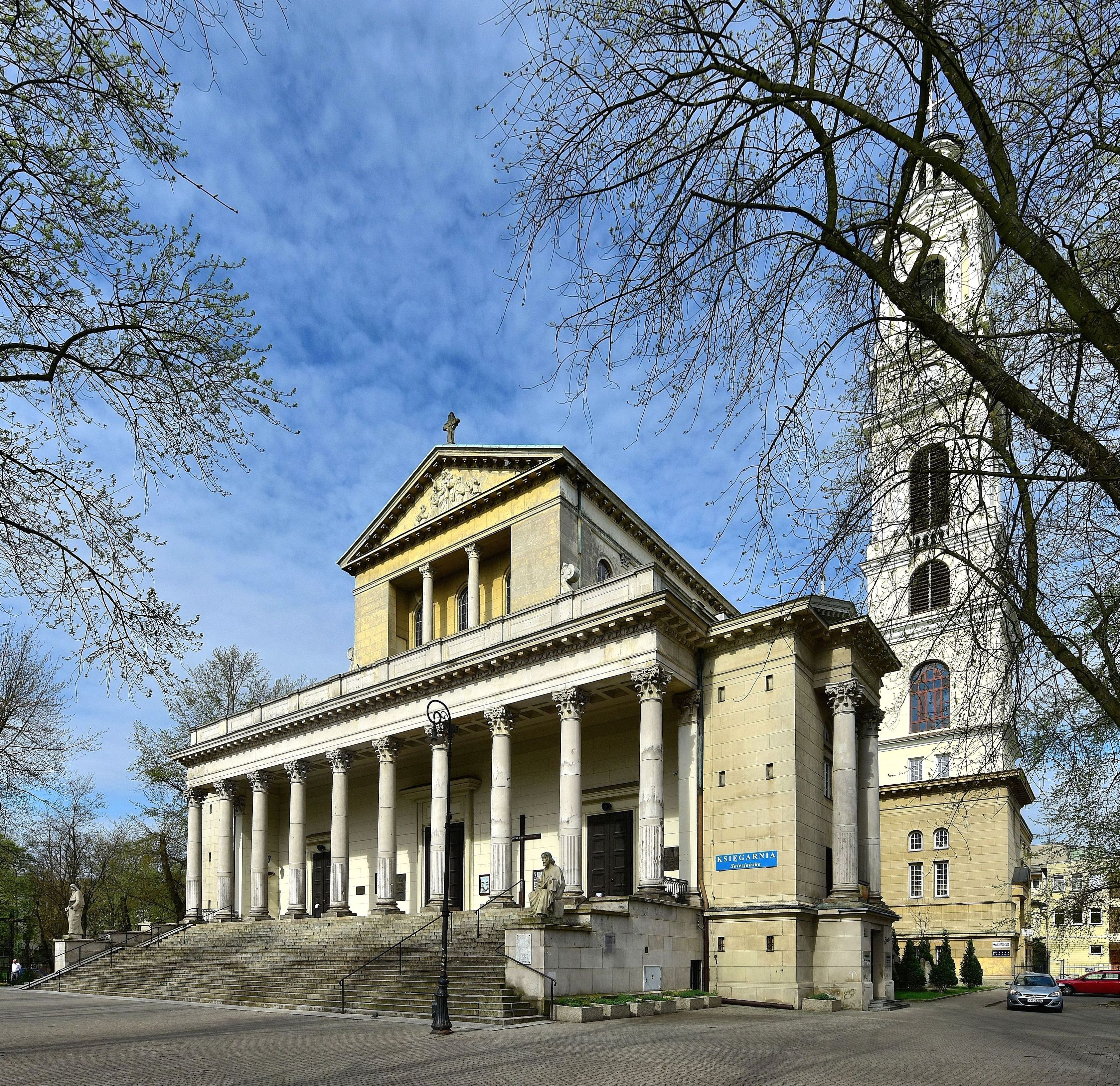
Basílica del Sagrado Corazón de Jesús

La sede de la diócesis se encuentra en el barrio de Praga en la ciudad de Varsovia, en donde se halla la Catedral basílica de San Miguel Arcángel y San Florián Mártir y la Concatedral de la Madre de Dios. Existen además otras dos basílicas menores en el territorio de la diócesis: la basílica del Sagrado Corazón de Jesús y la basílica de la Santísima Trinidad.
En 2022 en la diócesis existían 186 parroquias agrupadas en 21 decanatos: Aniński, Bródnowski, Grochowski, Jadowski, Kobyłkowski, Legionowski, Mińsk Maz. – Narodzenia NMP, Mińsk Maz. – Św. Antoniego z Padwy, Nowodworski, Otwock-Kresy, Otwocki, Praski, Radzymiński, Rembertowski, Siennicki, Stanisławowski, Sulejówek, Tarchomiński, Tłuszcz, Wołomiński y Zielonkowski.

## Historia
La diócesis fue erigida el 25 de marzo de 1992, como parte de la reorganización de las diócesis polacas querida por el papa Juan Pablo II mediante la bula Totus Tuus Poloniae populus, obteniendo el territorio de la diócesis de Płock y de la arquidiócesis de Varsovia.
El 7 de octubre de 1993, mediante la carta apostólica Fideles ecclesialis, el papa Juan Pablo II confirmó a la Santísima Virgen María, venerada con el título de Mater Dei de Victoria, como patrona principal de la diócesis.
El 8 de diciembre de 2000, al término del primer sínodo diocesano, se inauguró el seminario episcopal.

## Estadísticas
Según el Anuario Pontificio 2023 la diócesis tenía a fines de 2022 un total de 1 113 340 fieles bautizados.
| Año                                                                             | Población            | Población | Población      | Sacerdotes | Sacerdotes    | Sacerdotes    | Bautizados por sacerdote | Diáconos permanentes | Religiosos | Religiosos | Parroquias |
| Año                                                                             | Bautizados católicos | Total     | % de católicos | Total      | Clero secular | Clero regular | Bautizados por sacerdote | Diáconos permanentes | Varones    | Mujeres    | Parroquias |
| ------------------------------------------------------------------------------- | -------------------- | --------- | -------------- | ---------- | ------------- | ------------- | ------------------------ | -------------------- | ---------- | ---------- | ---------- |
| 1999                                                                            | 1 119 500            | 1 180 000 | 94.9           | 528        | 423           | 105           | 2120                     |                      | 130        | 1116       | 154        |
| 2000                                                                            | 1 110 500            | 1 171 000 | 94.8           | 531        | 429           | 102           | 2091                     |                      | 126        | 1098       | 155        |
| 2001                                                                            | 1 110 300            | 1 170 800 | 94.8           | 537        | 434           | 103           | 2067                     |                      | 126        | 1085       | 156        |
| 2002                                                                            | 1 091 500            | 1 161 000 | 94.0           | 539        | 437           | 102           | 2025                     |                      | 124        | 1051       | 158        |
| 2003                                                                            | 1 085 000            | 1 155 000 | 93.9           | 595        | 447           | 148           | 1823                     |                      | 187        | 1253       | 160        |
| 2004                                                                            | 1 092 000            | 1 135 000 | 96.2           | 644        | 449           | 195           | 1695                     |                      | 230        | 1348       | 160        |
| 2010                                                                            | 1 098 000            | 1 138 000 | 96.5           | 643        | 483           | 160           | 1707                     |                      | 175        | 1367       | 183        |
| 2014                                                                            | 1 047 255            | 1 326 000 | 79.0           | 635        | 481           | 154           | 1649                     |                      | 164        | 1363       | 183        |
| 2017                                                                            | 1 104 871            | 1 398 000 | 79.0           | 729        | 472           | 257           | 1515                     |                      | 265        | 1337       | 198        |
| 2020                                                                            | 1 117 000            | 1 418 940 | 78.7           | 619        | 463           | 156           | 1804                     |                      | 160        | 1198       | 185        |
| 2022                                                                            | 1 113 340            | 1 418 260 | 78.5           | 592        | 450           | 142           | 1880                     |                      | 146        | 1097       | 186        |
| Fuente: Catholic-Hierarchy, que a su vez toma los datos del Anuario Pontificio. |                      |           |                |            |               |               |                          |                      |            |            |            |

## Episcopologio

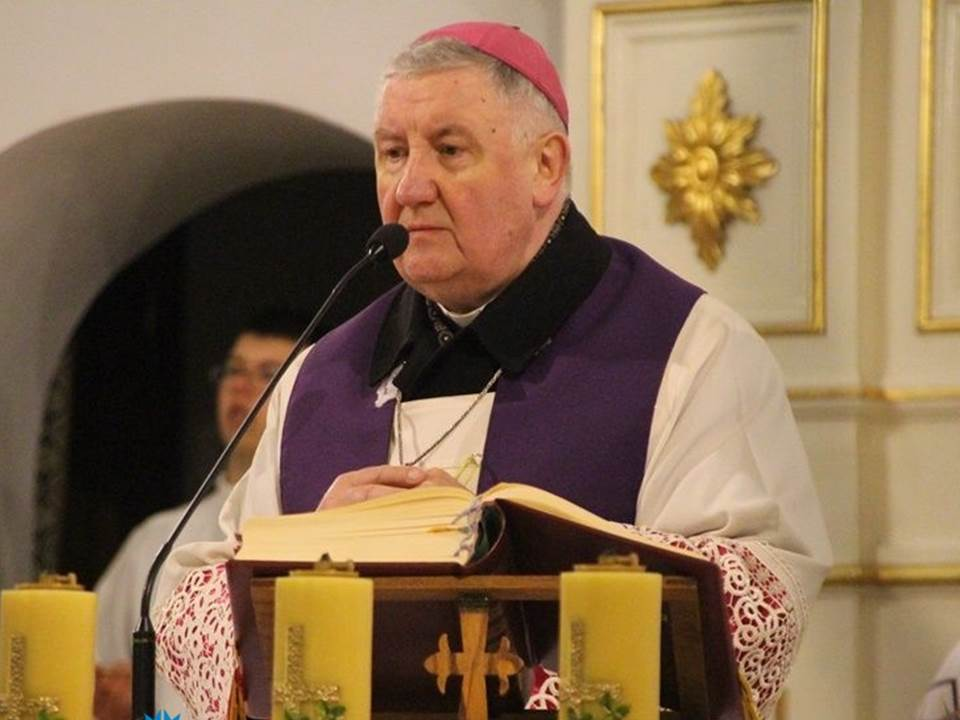
Romuald Kamiński, obispo de Varsovia-Praga desde 2017

- Kazimierz Romaniuk † (25 de marzo de 1992-26 de agosto de 2004 retirado)
- Sławoj Leszek Głódź (26 de agosto de 2004-17 de abril de 2008 nombrado arzobispo de Gdańsk)
- Henryk Franciszek Hoser, S.A.C. † (24 de mayo de 2008-8 de diciembre de 2017 retirado)
- Romuald Kamiński, por sucesión el 8 de diciembre de 2017